# Тихомировка (Крым)
Тихоми́ровка (до 1948 года Джав-Борю́; укр. Тихомировка, крымскотат. Cav Börü, Джав Борю) — исчезнувшее село в Красногвардейском районе Республики Крым, располагавшееся на юго-западе района, в степной части Крыма, включённое в состав Удачного, сейчас — северо-восточная часть села.

## История
Первое документальное упоминание села встречается в Камеральном Описании Крыма… 1784 года, судя по которому, в последний период Крымского ханства Джав Бере входил в Ташлынский кадылык Акмечетского каймаканства. После присоединения Крыма к России (8) 19 апреля 1783 года, (8) 19 февраля 1784 года, именным указом Екатерины II сенату, на территории бывшего Крымского Ханства была образована Таврическая область и деревня была приписана к Перекопскому уезду. После Павловских реформ, с 1796 по 1802 год, входила в Акмечетский уезд Новороссийской губернии. По новому административному делению, после создания 8 (20) октября 1802 года Таврической губернии, Джав-Борю был включён в состав Кокчора-Киятской волости Перекопского уезда.
По Ведомости о всех селениях в Перекопском уезде состоящих с показанием в которой волости сколько числом дворов и душ… от 21 октября 1805 года в деревне Джавбурю числилось 5 дворов и 42 жителя крымских татар. На военно-топографической карте генерал-майора Мухина 1817 года обозначена деревня Джав-Борю (как Чавбир) с 7 дворами. После реформы волостного деления 1829 года Осенбак Ишунь, согласно «Ведомости о казённых волостях Таврической губернии 1829 года», остался в составе Кокчоракиятской волости. На карте 1836 года в деревне 14 дворов. Затем, видимо, в результате эмиграции крымских татар, деревня заметно опустела и на карте 1842 года деревня обозначена условным знаком «малая деревня», то есть, менее 5 дворов.
В 1860-х годах, после земской реформы Александра II, деревню приписали к Григорьевской волости того же уезда. В «Списке населённых мест Таврической губернии по сведениям 1864 года», составленном по результатам VIII ревизии 1864 года, Джав-Борю — хутор с 1 двором и 7 жителями при колодцах. На трёхверстовой карте 1865—1876 года в деревне 4 двора. В «Памятной книге Таврической губернии 1889 года» по результатам Х ревизии 1887 года записана Джанборю, с 5 дворами и 26 жителями.
После земской реформы 1890 года отнесли к Тотанайской волости. Согласно «…Памятной книжке Таврической губернии на 1892 год», в деревне Джав-Борю, приписанной только к волости, без сельского общества, было 10 жителей в 3 домохозяйствах. По «…Памятной книжке Таврической губернии на 1900 год» в деревне числилось 11 жителей в 4 дворах. В начале XX века крымские немцы создали на месте опустевшей деревни 3 хутора с названием Джав-Борю, принадлежавших — один Шрёдер А. П., другой Мартенсу А. П. и третий в их совместном владении. По Статистическому справочнику Таврической губернии. Ч.II-я. Статистический очерк, выпуск пятый Перекопский уезд, 1915 год, в Тотанайской волости Перекопского уезда числились 4 поселения Джав-Борю: хутор Альбертины Петровны Мартенс, бывшей Шредер — 3 двора (все дворы безземельные) с немецким населением в количестве 5 человек приписных жителей и 17 «посторонних», из которых 12 мужчин и 10 женщин. При хуторе числилось 40 десятин земли. В хозяйствах имелось 33 лошади, 10 коров и 16 голов мелкого скота. Также записаны выселок (на земле Катерлезского Георгиевского монастыря) — 1 двор с 10 «посторонними» русскими; 2 немецких экономии — тай же Альбертины Мартенс (1 двор, 12 приписных и 15 «посторонних») и Мартенса (1 двор, 12 приписных и 12 «посторонних»).
После установления в Крыму Советской власти и учреждения 18 октября 1921 года Крымской АССР, в составе Джанкойского уезда был образован Курманский район, в состав которого включили село. В 1922 году уезды получили название округов. 11 октября 1923 года, согласно постановлению ВЦИК, в административное деление Крымской АССР были внесены изменения, в результате которых был ликвидирован Курманский район и село включили в состав Джанкойского. Согласно Списку населённых пунктов Крымской АССР по Всесоюзной переписи 17 декабря 1926 года, в селе Джав-Борю (русский) Даниловского сельсовета Джанкойского района, числилось 28 дворов, все крестьянские, население составляло 110 человек, из них 48 русских, 46 украинцев и 2 белоруса; на одноимённом хуторе было 10 дворов, 34 жителя: 28 армян и 6 русских. После образования в 1935 году немецкого национального Тельманского района Джав-Борю включили в его состав.
После освобождения Крыма от фашистов, 12 августа 1944 года было принято постановление № ГОКО-6372с «О переселении колхозников в районы Крыма» по которому в район из областей Украины и России переселялись семьи колхозников, а в начале 1950-х годов последовала вторая волна переселенцев из различных областей Украины. С 25 июня 1946 года Джав-Борю в составе Крымской области РСФСР. Указом Президиума Верховного Совета РСФСР от 18 мая 1948 года, Джав-Борю переименовали в Тихомировку. 26 апреля 1954 года Крымская область была передана из состава РСФСР в состав УССР. Время включения в Удачненский сельсовет пока не установлено: на 15 июня 1960 года село уже числилось в его составе. К 1968 году село присоединили к Удачному (согласно справочнику «Крымская область. Административно-территориальное деление на 1 января 1968 года» — в период с 1954 по 1968 годы).

### Динамика численности населения
| - 1805 год — 42 чел. - 1864 год — 7 чел. - 1889 год — 26 чел. - 1892 год — 10 чел. | - 1900 год — 11 чел. - 1915 год — 29/54 чел. - 1926 год — 110 чел. |